# Polydora magellanica
Polydora magellanica är en ringmaskart som beskrevs av Blake 1983. Polydora magellanica ingår i släktet Polydora och familjen Spionidae. Inga underarter finns listade i Catalogue of Life.